# Geraldo Pereira de Matos Filho
Geraldo Pereira de Matos Filho (Além Paraíba, 27 januari 1953) is een Braziliaans voormalig voetballer die als doelverdediger speelde.

## Carrière
Mazarópi begon zijn carrière in 1970 bij CR Vasco da Gama. Met deze club werd hij in 1974 kampioen van de Campeonato Brasileiro Série A. In 1983 werd hij verhuurd aan Grêmio. Met deze club werd hij in 1983 kampioen van de CONMEBOL Libertadores. Hij tekende in 1985 bij Grêmio. In 1989 werd de Copa do Brasil gewonnen.